# Birk Anders
Birk Anders (Bad Schlema, 3 de noviembre de 1967) es un deportista de la RDA que compitió en biatlón. Ganó tres medallas en el Campeonato Mundial de Biatlón, en los años 1989 y 1990.

## Palmarés internacional
| Campeonato Mundial | Campeonato Mundial      | Campeonato Mundial | Campeonato Mundial |
| Año                | Lugar                   | Medalla            | Prueba             |
| ------------------ | ----------------------- | ------------------ | ------------------ |
| 1989               | Feistritz (Austria)     | Medalla de oro     | Relevos            |
| 1990               | Oslo (Noruega)          | Medalla de oro     | Equipo             |
| 1990               | Kontiolahti (Finlandia) | Medalla de bronce  | Relevos            |